# Le Dôme (brasserie)
Pour les articles homonymes, voir Dôme.
Le Café du Dôme, nommé aussi simplement Le Dôme, est un restaurant parisien du quartier du Montparnasse (14e arrondissement) ouvert en 1898 au 108, boulevard du Montparnasse, à l’angle de la rue Delambre.

## Histoire

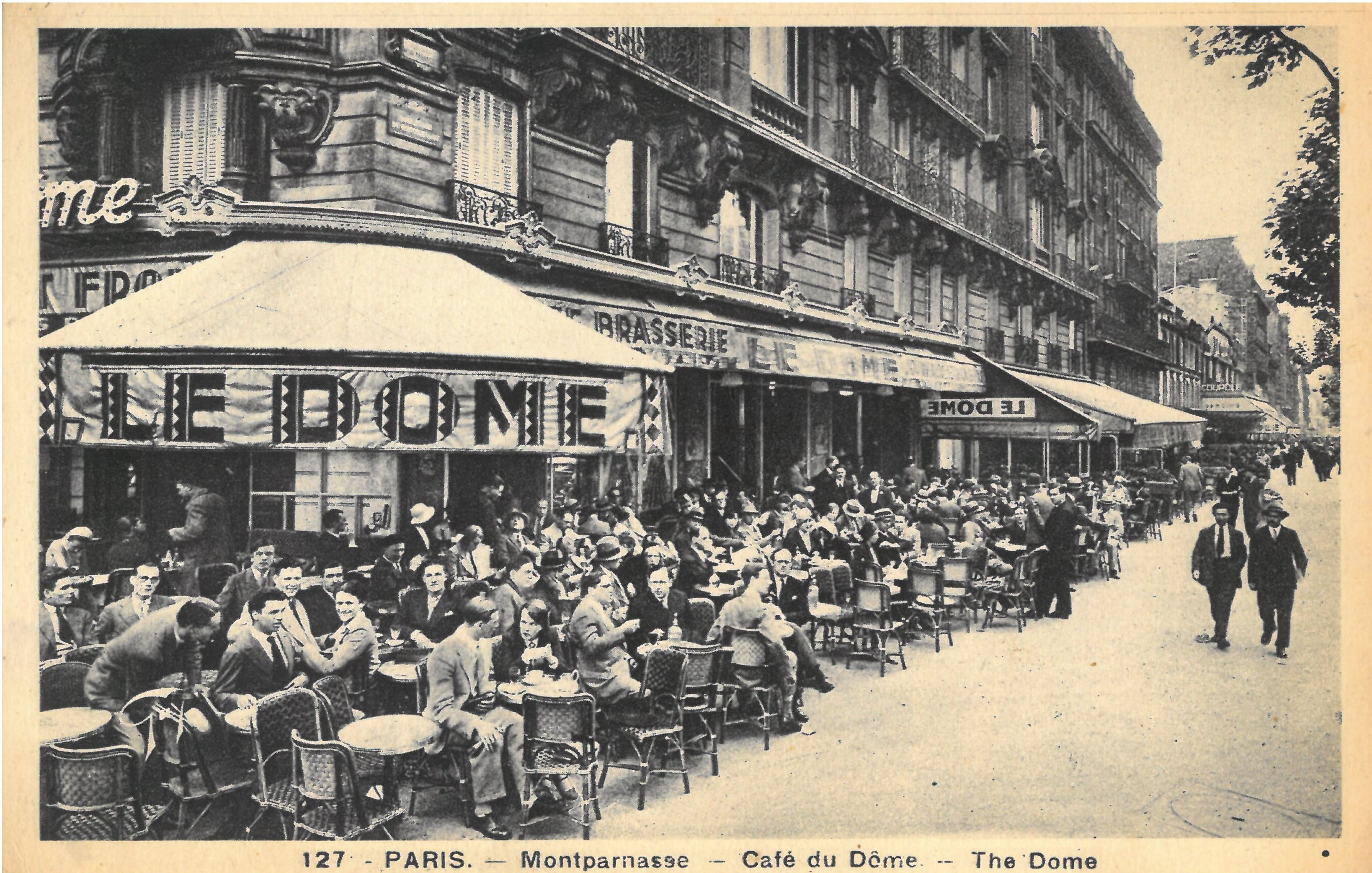
Le Café du Dôme au début du XXe siècle.

L'établissement a été fondé en 1898 par l'Auvergnat Paul Chambon.
Dès le début des années 1900, le Café du Dôme a été reconnu comme lieu de rassemblement intellectuel. Connu comme le « café anglo-américain », c’est le premier café à Montparnasse.
« Source et diffuseur de ragots, il a fourni des échanges de messages et un marché informel de destinées artistiques et littéraires. » Fréquenté par les peintres, sculpteurs, écrivains, poètes, mannequins, amateurs d’art et marchands célèbres ou qui allaient bientôt le devenir, Le Dôme est devenu un point focal pour les artistes résidant sur la rive gauche de Paris. Il a fini par devenir le lieu de rassemblement de la colonie littéraire américaine. Avant la Première guerre mondiale, Le Dôme est le café le plus chic de Montparnasse ; La Rotonde est moins en vue.

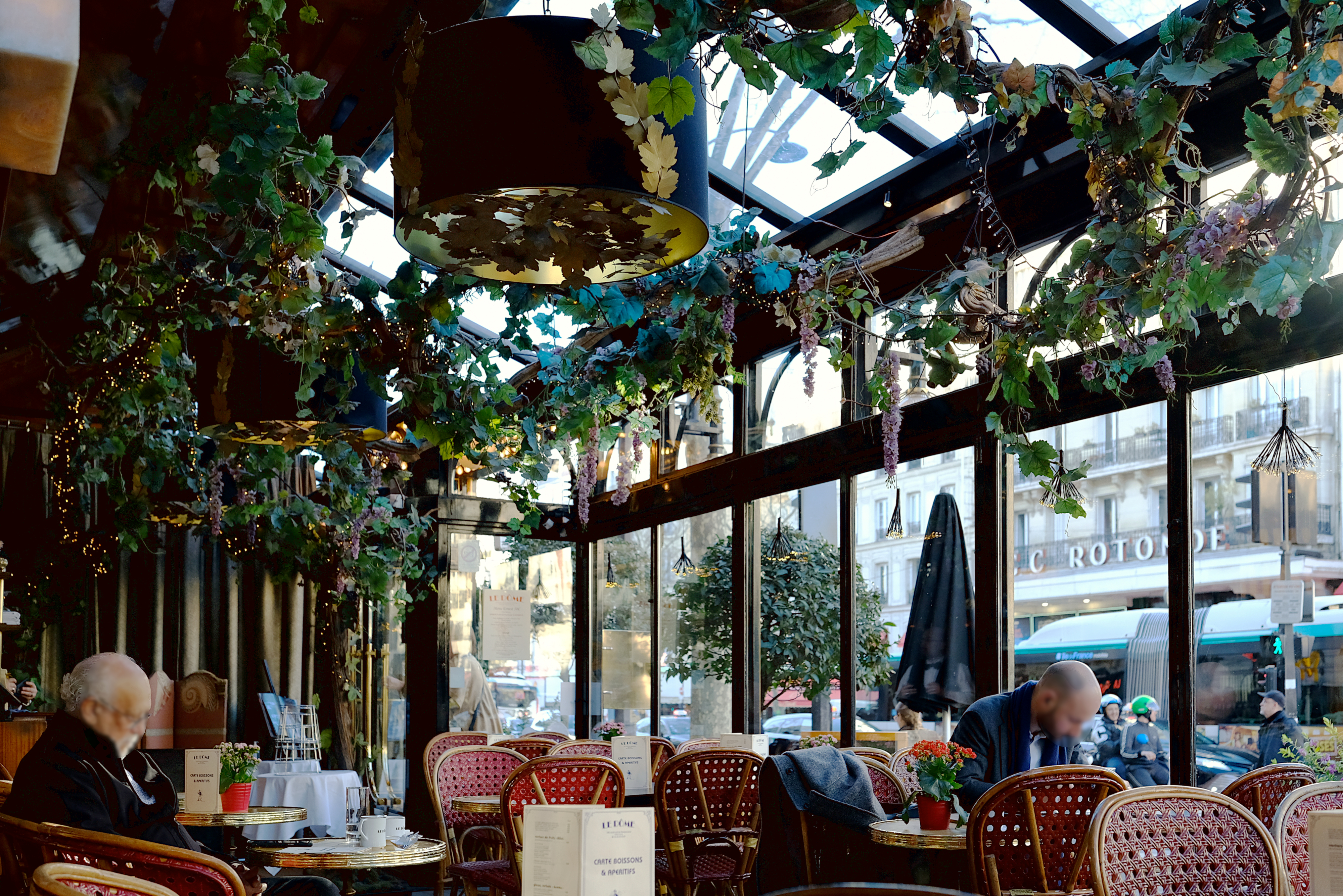
La terrasse intérieure du "Dome" en 2025.

À l’époque, un artiste pauvre pouvait s’offrir une saucisse de Toulouse et une assiette de purée pour l’équivalent d’un euro[réf. nécessaire]. Aujourd’hui, c’est un restaurant à poissons haut de gamme, auquel le Guide Michelin a donné, dans le passé, une étoile, avec un confortable décor à l’ancienne. En 2017, le restaurant reçoit une « Assiette Michelin : une cuisine de qualité ». Il n'est plus référencé par le guide en 2020. La critique gastronomique Patricia Wells a dit : « Je ne pouvais dîner au Dôme qu’une fois par semaine, me régalant de plateaux d’huîtres iodées et de leur incomparable sole meunière. »
Le Dôme est la propriété de Maxime Bras, ayant été acheté par son père en 1970. En 2015, le chiffre d'affaires s’élevait à 5 millions d'euros, avec une perte de 429 000 euros du fait de la baisse de la fréquentation, en partie liée aux attentats des 7 janvier et 13 novembre.

## Littérature
Le Café du Dôme apparaît, entre autres, dans les textes suivants :
- Sándor Márai, Les Étrangers, 1931. Paris, Albin Michel, 2012 ; réédition, Paris, LGF, coll. « Le Livre de poche. Biblio » no 33213, 2014  (ISBN 978-2-253-19422-4) ; et Les Confessions d'un bourgeois, 1934, trad. Georges Kassai et Zéno Bianu, Paris, Albin Michel, 1993 ; réédition, Paris, LGF, coll. « Le livre de poche. Biblio » no 3369, 2002  (ISBN 2-253-93369-4)
- Simone de Beauvoir, L’Invitée, Paris, Gallimard, 1943 ; La force de l'âge, 1960.
- (en) Aleister Crowley, John St. John The Record of the Magical Retirement of G. H. Frater, O.'. M.
- (de) Anna Gmeyner, Café du Dôme, Londres, Hamish Hamilton, 1941.
- Ernest Hemingway, « Avec Pascin au Dôme », dans Paris est une fête, trad. Marc Saporta, Paris, Gallimard, 1964 ; et Le soleil se lève aussi, trad. Maurice-Edgar Coindreau, Paris, Gallimard, 1933.
- (en) William Somerset Maugham, "The razor's edge", New York, Doubleday, 1944.
- Henry Miller,  Tropique du Cancer, trad. Paul Rivert, Paris, Denoël, 1945.
- (en) Elliot Paul, The Mysterious Mickey Finn: or Murder at the Cafe Du Dome, New York, Modern Age Books, 1939.
- Jean-Paul Sartre,  L’Âge de raison Paris, Gallimard, 1945.
- Paroles de Paris, par Édith Piaf[6].
- Dans le film Le Tatoué, Jean Gabin dit s'être fait tatouer son Amedeo Modigliani au Café du Dôme de Montparnasse.
- Dans Sadorski et l’Ange du Péché roman de Romain Slocombe dans lequel l’un des personnages relate que le Dôme avait apposé en 1940 l’affiche suivante en langue allemande : « Entrée interdite aux militaires et aux civils allemands »
- Une séquence du film Cléo de 5 à 7 d’Agnès Varda sorti en 1962, se déroule dans le café.

## Dômiers
Le terme de « Dômiers » a été inventé pour désigner le groupe international d’artistes visuels et littéraires qui se réunissaient au Café du Dôme et dont faisaient partie :
| - Robert Capa (1913-1954) - Henri Cartier-Bresson (1908-2004) - Aleister Crowley (1875-1947) - Max Ernst (1891-1976) - Alexandre Frenel (1899-1981) - Tsugouharu Foujita (1886-1968) - Paul Gauguin (1848-1903) - Ismael de la Serna (1898-1968) - Ernest Hemingway (1899-1961) - Franz Hessel (1880-1941) - Hélène Hessel (1886-1982) - Elmyr de Hory (1906-1976) - Gibran Khalil Gibran (1883-1931) - Vassily Kandinsky (1866-1944) - Moïse Kisling (1891-1953) - Eva Kotchever (1891-1943) - Lénine (1870-1924) - Marie Laurencin (1883- 1956) | - Sinclair Lewis (1885-1951) - Willy Maywald (1907-1985) - Henry Miller (1891-1980) - Anaïs Nin (1903-1977) - Amedeo Modigliani (1884-1920) - Jules Pascin (1885-1930) - Pablo Picasso (1881-1973) - Ezra Pound (1885-1972) - Man Ray (1890-1976) - Henri Pierre Roché (1879-1959) - Chaïm Soutine (1893-1943) - Gerda Taro (1910-1937) - Paul Thesing (1882-1955) - Otto von Wätjen (1881-1942) |

## Accès
Ligne 4 du métro à la station Vavin.